# Tierra y Libertad, Berriozábal
Tierra y Libertad är en ort i Mexiko.   Den ligger i kommunen Berriozábal och delstaten Chiapas, i den sydöstra delen av landet, 700 km öster om huvudstaden Mexico City. Tierra y Libertad ligger 1 051 meter över havet och antalet invånare är 496.
Terrängen runt Tierra y Libertad är huvudsakligen kuperad, men söderut är den platt. Runt Tierra y Libertad är det mycket tätbefolkat, med 1 056 invånare per kvadratkilometer. Närmaste större samhälle är Berriozábal, 7,0 km sydost om Tierra y Libertad. I omgivningarna runt Tierra y Libertad växer huvudsakligen savannskog.